# August Wilhelm Raapke
August Wilhelm Raapke (* 16. März 1910 in Peitz; † 28. Februar 1981 in Göttingen) war ein deutscher Kaufmann und Behördenleiter.

## Leben
Raapke besaß einen Universitätsabschluss als Diplom-Kaufmann oder als Diplom-Handelslehrer und befasste sich später mit der Berufsausbildung von Drogisten. Er trat 1933 der SA bei, beantragte am 4. August 1937 die Aufnahme in die NSDAP und wurde rückwirkend zum 1. Mai desselben Jahres aufgenommen (Mitgliedsnummer 4.360.855). Um 1943 lebte er im Berliner Ortsteil Niederschönhausen.
Nach dem Zweiten Weltkrieg leitete er um 1965 und 1966 die Westberliner Zweigstelle des Statistischen Bundesamtes. In dieser Funktion war er als Vertreter des Amtes Mitglied im Forschungsbeirat für Fragen der Wiedervereinigung Deutschlands. Zwischen 1967 und 1975 amtierte er als Leiter der berufsbildenden Arnoldi-Schule in Göttingen. Seit 2004 wird dort ein nach ihm benannter Preis an Schüler verliehen, die „sich im besonderen Maße und über den eigentlichen Unterricht hinaus engagiert haben.“
Raapke war seit seinem Studium Mitglied der Berliner Burschenschaft Semnonia und später langjähriges Vorstandsmitglied der Vereinigung Alter Burschenschafter Göttingen.

## Publikationen (Auswahl)
- Lehrplan für die Drogistenfachschulen des Deutschen Reiches. Deutscher Drogisten-Verband, Berlin, 1934.
- Kaufmännisch-wirtschaftliches Bildungswesen in den Kriegsgefangenenlagern Ägyptens. In: Wirtschaft und Erziehung, Jahrgang 4, Heft 32, 1952.
- Buchführung für Drogisten und verwandte Berufe. In der Reihe: „Die neue Fachbuchreihe für drogistische Ausbildung, Reihe B: Kaufmännisches Wissen und Können“, Band 4. Verlag Friedrich Vieweg & Sohn, Braunschweig, 1958.
- Die Entwicklung des wirtschaftspädagogischen Bildungswesens in Hagen. In: 75 Jahre Kaufmannsschule der Stadt Hagen – Festschrift. Hagen, 1966, Seiten 11 ff.
- Drogist, Drogistin. In der Reihe: „Blätter zur Berufskunde“, Band 103. W. Bertelsmann Verlag, Bielefeld, 2. Auflage, 1983.